# Lash
Lash je postava z amerického seriálu Agenti S.H.I.E.L.D.
Jde o psychologa Andrewa Garnera (Blair Underwood), který prošel proměnou zvanou terrigeneze. Touto reakcí se mu pozměnilo DNA a stal se z něj částečný mimozemšťan, zvaný také Inhuman. Změna DNA může nastat jen u hrstky populace a musí být přítomen krystal jménem Terrigen. Tento krystal byl ukryt v knize se jmény těchto Inhumans, kterou doktor Garner prozkoumával, krystal rozbil a prošel proměnou. Všichni Inhumans mají své nadpřirozené schopnosti a právě Lash má schopnost měnit se na člověka a zpět, a také tvořit podivnou energickou kouli ve svých rukách. Když se Andrew změní v Lashe, neví, co dělá, ale pokaždé zabije někoho z Inhumans, tedy ze svého druhu. Lash vypadá jako šedá příšera s dlouhými dredy, kterou však téměř nejde zabít.
Andrew Garner je bývalým manželem Melindy May (Ming-Na Wen), která pracuje jako agentka organizace S.H.I.E.L.D. Pátrání po Lashovi začíná, jelikož za sebou nechává veliké množství obětí převážně Inhumans, kteří stále nově vznikají a S.H.I.E.L.D. se je snaží jejich schopnostem více naučit a případně připojit k týmu. Mezitím se členové organizace S.H.I.E.L.D., kteří prošli terrigenezí, bojí o svůj život. Když agenti zjistí, že se za touto příšerou skrývá Andrew Garner, jejich občasný spolupracovník a přítel, snaží se vyvinout lék na Terrigen. Musí si však pospíšit, jelikož Andrewova proměna stále trvá, a jestli mu nedají lék včas, zůstane Andrew Lashem navždy. Všem těmto problémům musí čelit celý tým agentů a především jejich ředitel, Phil Coulson (Clark Gregg), který musí vědět, jak správně rozhodnout.